# Stabilizovaný odpad
Stabilizovaný odpad je odpad, který prošel mechanicko-biologickou úpravou a jeho respirační aktivita po čtyřech dnech (AT4) je pod 10 mg O2/g sušiny nebo dynamický respirační index je pod 1,000 O2/kg spal. látek/h. Stabilizovaný odpad již není biologicky rozložitelný ve smyslu odstavce 2 (m) směrnice .
Stabilizace odpadu také může být provedena smísením s různými plnivy a plnivy pro dosažení požadovaných vlastností. Smyslem stabilizace odpadu je ekologicky nezávadné uložení odpadu.